# Viola ocellata
Viola ocellata är en violväxtart som beskrevs av John Torrey och Gray. Viola ocellata ingår i släktet violer, och familjen violväxter. Inga underarter finns listade i Catalogue of Life.

## Bildgalleri

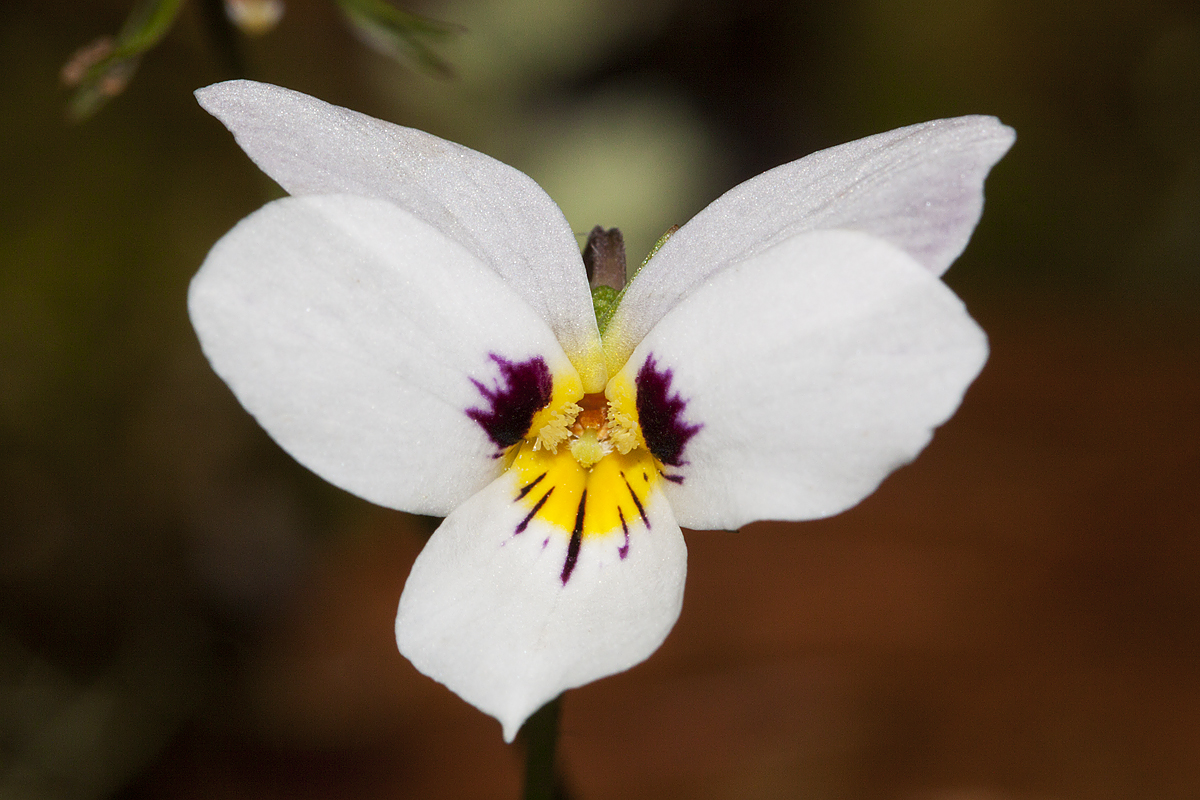